# Caroline (Vorname)
Caroline oder Karoline ist ein weiblicher Vorname.

## Herkunft und Bedeutung
→ Hauptartikel: Karla
Beim Namen Caroline handelt es sich um eine dänische, französische und englische Variante von Carolina.

## Verbreitung
Bereits im ausgehenden 19. Jahrhundert gehörte Caroline in den Vereinigten Staaten zu den 100 beliebtesten Mädchennamen. In den 1950er Jahren wurde er selten vergeben, heute zählt er wieder zu den beliebtesten Mädchennamen.
In Frankreich war der Name vor allem in den 1970er und 1980er Jahren sehr beliebt, heute wird er nur noch sehr selten vergeben.
In Dänemark gehörte der Name bis 2018 zu den 50 beliebtesten Mädchennamen.
Der Name Caroline war in Deutschland im ausgehenden 19. Jahrhundert sehr beliebt, wurde jedoch mit Beginn des 20. Jahrhunderts immer seltener vergeben. In den 1980er Jahren wurde der Name wieder populärer. Eine genaue statistische Erhebung ist schwierig, da die Varianten Caroline, Karoline, Carolin und Karolin zusammengefasst behandelt werden.

## Namenstage
- 28. Januar: nach Caroline de Malberg
- 9. Mai: nach Caroline Gerhardinger

## Namensträger

### Einnamig (alle Varianten)
- Caroline von Ansbach (1683–1737), Königin von Großbritannien
- Karoline von Nassau-Saarbrücken (1704–1774), Pfalzgräfin und Herzogin von Pfalz-Zweibrücken
- Caroline von Großbritannien, Irland und Hannover (1713–1757), britische Prinzessin
- Karoline Henriette Christiane (1721–1774), Landgräfin von Hessen-Darmstadt
- Karoline Luise von Hessen-Darmstadt (1723–1783), Prinzessin von Hessen
- Karoline von Oranien-Nassau-Dietz (1743–1787), Fürstin von Nassau-Weilburg
- Caroline Mathilde von Hannover (1751–1775), Königin von Dänemark und Norwegen
- Friederike Caroline Luise von Hessen-Darmstadt (1752–1782), Tochter von Georg Wilhelm von Hessen-Darmstadt und Maria Luise Albertine von Leiningen-Dagsburg-Falkenburg
- Karoline von Schlotheim (1766–1847), Maitresse des Kurfürsten Wilhelm von Hessen-Kassel
- Caroline von Braunschweig (1768–1821), Königin von England
- Karoline von Manderscheid-Blankenheim (1768–1831), Fürstin von und zu Liechtenstein
- Karoline Amalie von Hessen-Kassel (1771–1848), Herzogin von Hessen-Kassel
- Karoline von Hessen-Homburg (1771–1854), Regentin des Fürstentums Schwarzburg-Rudolstadt
- Karoline Friederike Wilhelmine von Baden (auch Caroline Friederike Wilhelmine) (1776–1841), ab 1806 Königin des Königreichs Bayern
- Karoline Friederike von Waldenburg (1781–1844), erste Lebensgefährtin des Prinzen August von Preußen
- Karoline Auguste von Bayern (1792–1873), Kaiserin von Österreich
- Caroline Amalie von Schleswig-Holstein-Sonderburg-Augustenburg (1796–1881), zweite Frau des Königs Christian VIII. von Dänemark
- Caroline von Hessen-Homburg (1819–1872), Regentin des Fürstentums Reuß-Greiz
- Carolyne zu Sayn-Wittgenstein (auch Caroline; 1819–1887), Lebensgefährtin von Franz Liszt
- Karoline Marie von Österreich-Toskana (1869–1945), Erzherzogin von Österreich
- Caroline von Hannover bzw. Caroline von Monaco (* 1957), Tochter von Fürst Rainier III. von Monaco und Fürstin Gracia Patricia
- Caroline von Paulus (* 1959), französische Schauspielerin

### Carolin, Karolin
- Carolin Daniel (* 1977), deutsche Immunologin und Professorin
- Carolin Daniels (* 1992), deutsche Tennisspielerin
- Karolin Dubberstein (* 1989), deutsche Schauspielerin und Model
- Carolin Emcke (* 1967), deutsche Publizistin und Essayistin
- Carolin Fortenbacher (* 1963), deutsche Sängerin
- Karolin Vaile Fuchs (* 1980), deutsche Sängerin und Schauspielerin
- Karolin Horchler (* 1989), deutsche Biathletin
- Carolin Kebekus (* 1980), deutsche Komikerin
- Carolin Körner (* 1967), deutsche Hochschullehrerin für Werkstoffwissenschaften
- Carolin Reiber (* 1940), deutsche Fernsehmoderatorin
- Carolin Schiewe (* 1988), deutsche Fußballspielerin
- Karolin Thomas (* 1985), deutsche Fußballspielerin
- Carolin Worbs (* 1994), deutsche Autorin und Sprecherin

### Caroline
- Caroline Aaron (* 1952), US-amerikanische Schauspielerin
- Caroline Attia (* 1960), französische Skirennläuferin
- Caroline Bardua (1781–1864), deutsche Malerin
- Caroline de Barrau de Muratel (1828–1888), französische Feministin
- Caroline Beil (* 1966), deutsche Fernsehmoderatorin und Schauspielerin
- Caroline Bliss (* 1961), britische Schauspielerin
- Caroline Bonaparte (1782–1839), jüngste Schwester von Napoléon Bonaparte
- Caroline Bond Day (1889–1948), US-amerikanische Anthropologin und Schriftstellerin
- Caroline Bos (* 1959), niederländische Kunsthistorikerin und Architektin
- Caroline Carré de Malberg (1829–1891), französische Katholikin
- Caroline Cellier (1945–2020), französische Schauspielerin
- Caroline Charrière (1960–2018), Schweizer Komponistin und Dirigentin
- Caroline Chew (* 1992), singapurische Reiterin
- Caroline Janice Cherryh (* 1942), Autorin
- Caroline Chikezie (* 1974), britische Schauspielerin
- Caroline Cossey (* 1954), britisches transsexuelles Model
- Caroline von Dänemark (1793–1881), Prinzessin von Dänemark und durch Heirat Erbprinzessin von Dänemark
- Caroline Dhavernas (* 1978), kanadische Schauspielerin
- Caroline Ducey (* 1977), französische Filmschauspielerin
- Caroline Düringer (1802–1853), deutsche Opernsängerin
- Caroline Elias (* 1965), deutsch-französische Journalistin, Lobbyistin und Filmproduzentin
- Caroline Ernst (1819–1902), erste deutsche Siedlerin in Texas
- Caroline Evers-Swindell (* 1978), neuseeländische Ruderin
- Caroline Fetscher (* 1958), deutsche Journalistin und Publizistin
- Caroline Auguste Fischer (1764–1842), deutsche Schriftstellerin und Frauenrechtlerin
- Caroline Friederike Friedrich (1749–1815), deutsche Blumenstilllebenmalerin und Akademielehrerin
- Caroline von Gomperz-Bettelheim (1845–1925), österreich-ungarische Pianistin und Kammersängerin
- Caroline Goodall (* 1959), britisch-australische Film- und Theaterschauspielerin
- Caroline Graham (* 1931), englische Krimi-Schriftstellerin
- Caroline Graham Hansen (* 1995), norwegische Fußballspielerin
- Caroline Hamann-Winkelmann (* 1971), deutsche Journalistin und Fernsehmoderatorin
- Caroline Harrison (1832–1892), Ehefrau von US-Präsident Benjamin Harrison
- Caroline Haslett (1895–1957), englische Elektro-Ingenieurin
- Caroline Herschel (1750–1848), deutsche Astronomin
- Caroline Hervé (Miss Kittin) (* 1973), französische DJ, Sängerin und Produzentin
- Caroline von Humboldt (1766–1829), Tochter des preußischen Kammerpräsidenten Freiherr Karl Friedrich von Dacheröden
- Caroline Kauffmann (1852–1926), französische Feministin und Suffragette
- Caroline Kennedy (* 1957), Tochter von John F. Kennedy
- Caroline Lalive (* 1979), US-amerikanische Skirennläuferin
- Caroline Lanssens, belgische Fußballschiedsrichterin
- Caroline Esmeralda van der Leeuw (* 1981), niederländische Sängerin, siehe Caro Emerald
- Caroline Link (* 1964), deutsche Regisseurin und Drehbuchautorin
- Caroline Marbouty (1804–1890), französische Autorin
- Carolina Michaëlis de Vasconcelos, geb. Karoline Michaelis (1851–1925), deutsche und portugiesische Romanistin
- Caroline de la Motte Fouqué (1773–1831), deutsche Schriftstellerin
- Caroline Muhr (1925–1978), deutsche Schriftstellerin
- Caroline Müller-Korn (* 1993), deutsche Handballspielerin
- Caroline Catharina Müller, Geburtsname von C. C. Catch (* 1964), niederländisch-deutsche Sängerin
- Caroline Munro (* 1949), britische Schauspielerin
- Friederike Caroline Neuber (1697–1760), deutsche Schauspielerin
- Caroline Peters (* 1971), deutsche Schauspielerin
- Caroline Pileggi (* 1977), australische Gewichtheberin
- Caroline van der Plas (* 1967), niederländische Politikerin
- Caroline Rasser (* 1971), Schweizer Schauspielerin und Kabarettistin
- Caroline Rémy de Guebhard (1855–1929), französische Sozialistin, Journalistin und Feministin,
- Caroline Rhea (* 1964), Komödiantin und Schauspielerin
- Caroline Rosenthal (* 1969), deutsche Amerikanistin, Literaturwissenschaftlerin und Hochschullehrerin
- Caroline Ruiner (* 1979), deutsche Soziologin und Wirtschaftswissenschaftlerin
- Caroline Schelling (1763–1809), deutsche Schriftstellerin
- Caroline Schneider (* 1973), deutsche Tennisspielerin
- Caroline Schneider (* 1984), deutsche Schauspielerin
- Caroline Shawk Brooks (1840–1913), US-amerikanische Bildhauerin
- Caroline Sommerfeld-Lethen, deutsche Philologin und neurechte Autorin
- Caroline Stam, niederländische Sopranistin
- Caroline Thompson (* 1956), US-amerikanische Drehbuchautorin und Filmregisseurin
- Caroline Vanhove (1771–1860), niederländisch-französische Schauspielerin
- Caroline Vasicek (* 1974), österreichische Schauspielerin und Musicaldarstellerin
- Caroline Wettergreen (* 1986), norwegische Opernsängerin
- Caroline Wensink (* 1984), niederländische Volleyballspielerin
- Caroline von Wolzogen (1763–1847), Schwägerin Friedrich Schillers und Autorin
- Caroline Wozniacki (* 1990), dänische Tennisspielerin
- Caroline H. (* 1973), Schweizer Mörderin, bekannt als Parkhausmörderin

### Karoline
- Karoline von Baden (1776–1841), Prinzessin von Baden, Königin des Königreichs Bayern
- Karoline Balser (1873–1928), deutsche Politikerin
- Karoline Bauer (1807–1877), deutsche Schauspielerin
- Karoline von Berlepsch (1820–1877), dritte Ehefrau des Kurfürsten Wilhelm II. von Hessen-Kassel
- Karoline Christine Böhler (1800–1860), deutsche Sängerin, Schauspielerin und Pianistin
- Karoline Breitinger (1851–1932), deutsche Ärztin
- Karoline Dyhre Breivang (* 1980), norwegische Handballerin
- Karoline Dettmer (1867–1959), deutsche Politikerin
- Karoline von Fuchs-Mollard (1675–1754), Erzieherin und später Obersthofmeisterin am kaiserlichen Hof in Wien
- Karoline Eichhorn (* 1965), deutsche Schauspielerin.
- Karoline von Günderrode (1780–1806), deutsche Dichterin
- Karoline Hafner-Scholz (1898–1984), österreichische Malerin
- Karoline Henkel (* 1987), deutsche Filmproduzentin
- Karoline Herfurth (* 1984), deutsche Schauspielerin
- Karoline Hetzenecker (1822–1888), deutsche Opernsängerin
- Karoline Höfler (* 1962), deutsche Bandleaderin
- Karoline Jagemann (1777–1848), deutsche Schauspielerin und Sängerin
- Karoline Kaulla (1739–1809), deutsche Unternehmerin
- Karoline Offigstad Knotten (* 1995), norwegische Biathletin
- Karoline Linnert (* 1958), deutsche Politikerin
- Karoline Ludecus (1757–18??), deutsche Schriftstellerin
- Karoline Mayer (* 1943), deutsche Missionarin und Entwicklungshelferin
- Karoline Michaelis, bek. als Carolina Michaëlis de Vasconcelos (1851–1925), deutsch-portugiesische Romanistin
- Karoline von Nassau-Saarbrücken
- Karoline Schuch (* 1981), deutsche Schauspielerin
- Karoline Simpson-Larsen (* 1997), norwegische Skilangläuferin
- Karoline Stahl (1776–1837), deutsche Schriftstellerin
- Karoline Wittmann (1913–1978), deutsche Malerin

## Nachbenennungen
Benennungen wie Carolina, Karolin, Karolinen beziehen sich im Allgemeinen nicht auf diesen Namen, sondern auf Carolinus: „zum Karl gehörig“, „dem Karl gewidmet“.